# Richard Griffiths
Richard Griffiths (31. juli 1947 i Thornaby-on-Tees, Cleveland, England - 28. marts 2013) var en engelsk skuespiller.
Begge Griffiths forældre var døve så han lærte tegnsprog i opvæksten. Han udviklede også et øre for dialekter, som har givet ham flere etniske roller. I barndommen forsøgte han at rømme hjemmefra ved flere anledninger. Han sluttede på skolen da han var 15 år og arbejdede i kort tid som portvagt, indtil hans chef overtalte ham til at begynde i skole igen. Han bestemte sig for at tage dramatimer ved Stockton & Billingham College, en beslutning som ændrede hans liv for altid.
Efter han var færdiguddannet, fik han plads i BBC Radio. Han arbejdede også på små teatre, både som skuespiller og manager. Han fik  tidligt et rygte som Shakespeare-"klovn", og portrætterede både Henry VIII og flere andre karakterer på hysteriskt morsomme måder ved Royal Shakespeare Company.
Han bosatte sig i Manchester og begyndte at få flere store hovedroller i teaterstykker[kilde mangler]. Han begyndte at optræde i fjernsynet og fik så sit store filmgennembrud i It Shouldn't Happen to a Vet (1975)
Griffiths døde skærtorsdag den 28. marts 2013 på Coventry and Warwickshire Hospital i England på grund af komplikationer efter en hjerteoperation.
Richard medvirkede som Vernon Dursley i nogle af Harry Potter filmene.

## Filmografi
- 2010 Harry Potter og Dødsregalierne - del 1 (film)
- 2007 Harry Potter og Fønixordenen (film)
- 2005 Harry Potter og flammernes pokal (film)
- 2005 The Hitchhiker's Guide to the Galaxy, «Jeltz, Vogon Captain»
- 2004 Harry Potter og Fangen fra Azkaban (orig. Harry Potter and the Prisoner of Azkaban), Vernon Dursley
- 2004 Stage Beauty, «Sir Charles Sedley»
- 2003 Din for evig (orig. The Brides in the Bath), «Sir Edward Marshall-Hall»
- 2002 Harry Potter og Hemmelighedernes Kammer (orig. Harry Potter And The Chamber of Secrets), «Vernon Dursley»
- 2001 Harry Potter og De Vises Sten (orig. Harry Potter and the Sorcerer's Stone), «Vernon Dursley»
- 1999 Gormenghast, «Swelter»
- 1999 Sleepy Hollow, «Magistrate Philipse»
- 1998 In the Red, «Geoffrey Crichton-Potter»
- 1995 Funny Bones, «Jim Minty»
- 1994 Guarding Tess, «Frederick
- 1991 King Ralph, «Phipps
- 1991 Høj pistolføring 2 1/2 (orig. Naked Gun 2 1/2: The Smell of Fear)
- 1991 Blame It On the Bellboy
- 1989 GoldenEye
- 1987 Withnail og jeg (orig. Withnail and I)
- 1986 If Looks Could Kill
- 1986 Shanghai Surprise
- 1985 A Private Function
- 1984 Greystoke - beretningen om Tarzan, abernes konge (orig. Greystoke: The Legend of Tarzan, Lord of the Apes)
- 1983 Mord i Gorky Park (orig. Gorky Park)
- 1982 The Big Bang (orig. Whoops! Apocalypse)
- 1981 Chariots of Fire, «Head Porter», Caius College
- 1981 Ragtime, «Delmas Assistant no.1»
- 1975 It Shouldn't Happen to a Vet

## Fjernsynet
- 2005 Bleak House
- 2002 Tlc
- 2000 Gormenghast
- 1999 Hope and Glory
- 1988 A Kind of Living
- 1994–1997 Pie in the Sky
- 1987 Ffizz
- 1984 Bird of Prey 2
- 1983 The Cleopatras
- 1982 Bird of Prey
- 1982 Whoops Apocalypse
- 1979 Nobody's Perfect